# Loporzano
Loporzano és un municipi aragonès situat a la província d'Osca i enquadrat a la comarca de la Foia d'Osca.
El Castell de Santa Eulalia fou conquerit per Sanç I d'Aragó i Pamplona entre el 1091 i el 1095